# 아베노 무네토

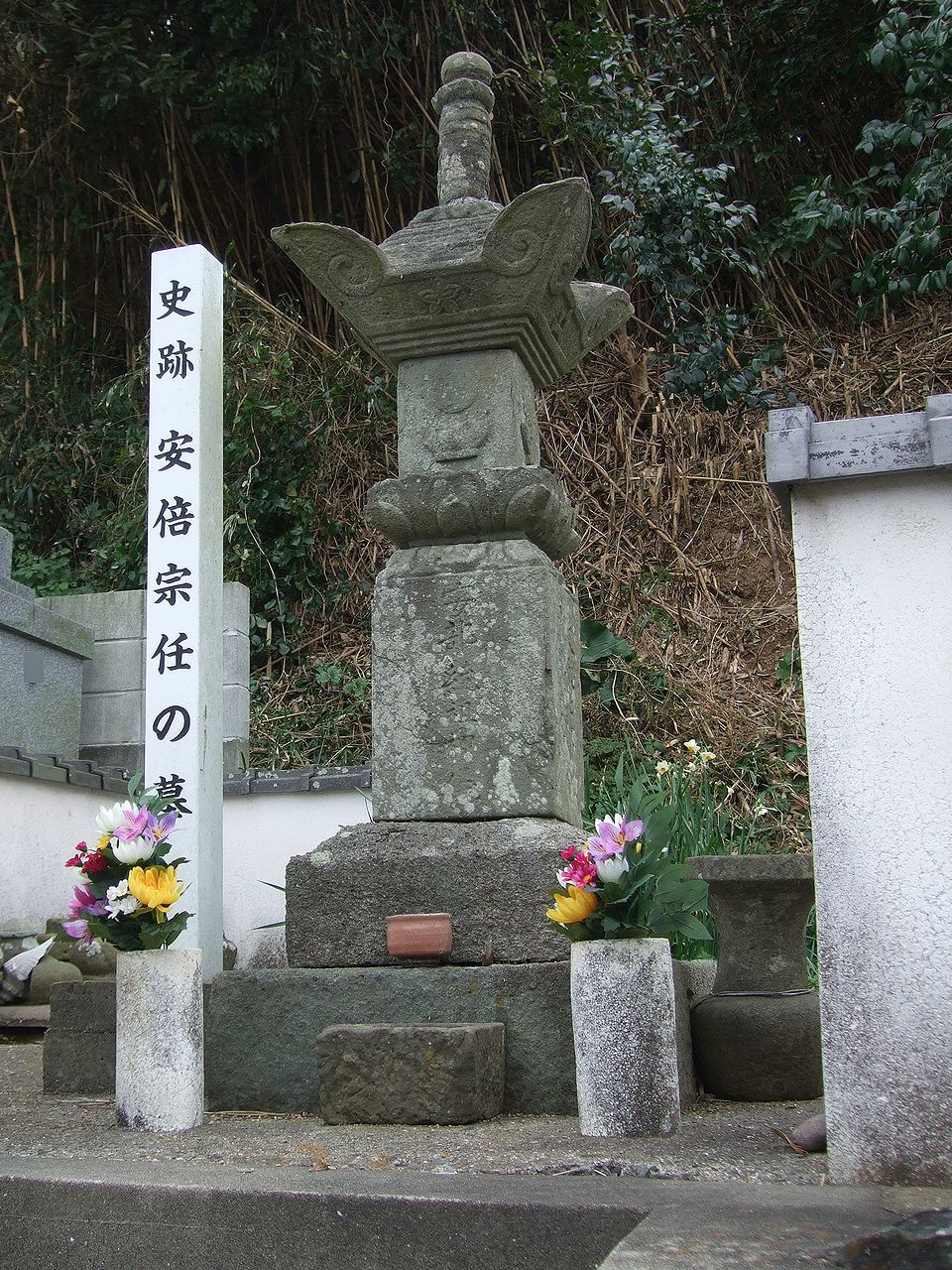
아베노 무네토의 무덤(무나카타 시 오시마 소재)

아베노 무네토(일본어: 安倍 宗任 あべ の むねとう[*])는 헤이안 시대 중기의 무장으로 무쓰국의 후슈(俘囚)의 수장이었던 호족 아베씨(安倍氏, 무쓰 아베씨)의 아베노 요리토키(安倍頼時)의 셋째 아들이다.
도노미 요새(鳥海柵)의 주인으로 아베노 도노미사부로 무네토(安倍鳥海三郎宗任)라고도 불렸다. 요리토키의 적처(嫡妻)였던 기요하라 씨(清原氏) 소생의 아들로 적자에 준하는 지위에 있었던 것으로 추찰하는 설이 있다.

## 생애

### 전9년의 역
오슈의 오쿠 6군(奥六郡)을 기반으로 아버지 요리토키와 형 사다토와 함께 미나모토노 요리요시(源頼義)에 맞서 싸웠다(전9년의 역). 12년에 걸친 분전 끝에 사다토 등은 최북단의 구리야가와 요새(厨川柵)에서 살해되었고, 무네토 등은 항복하여 목숨을 건지고 미나모토노 요시이에(源義家)와 함께 교토로 연행되었다.
이 무렵 오슈 지역의 에미시(蝦夷)들은 꽃의 이름 하나도 모른다며 조롱하던 어느 귀족이 매화꽃을 가리키면서 “저게 뭔지는 아느냐?”라며 비웃자 그 자리에서 「나 살던 땅엣 매화꽃 같이 보이건마는 높으신 분은 어이 부르시려나」(わが国の　梅の花とは 見つれども　大宮人は いかがいふらむ, 의미: 내 고향에도 매화꽃이 있고 똑같이 '매화꽃'이라고 부르는데, 교토의 높으신 분들끼리 매화꽃을 부르는 뭔가 다른 이름이라도 있는 모양입니다)라는 내용의 노래를 읊어 교토 사람들을 놀라게 하였다고 한다(《헤이케 쓰루기노 마키》平家剣巻)

### 유배
아베노 무네토는 시코쿠(四国)의 이요국(伊予国)으로 유배되었고 오늘날의 일본 이마바리시(今治市)의 도미타(富田) 지구에서 3년간 거주하였으며, 그 뒤에 조금씩 세력을 키웠기 때문에 지랴쿠(治暦) 3년(1067년) 규슈(九州) 지쿠젠(筑前)의 무나가타 군(宗像郡)에 있는 지쿠젠 오시마(筑前大島)로 다시금 유배지가 옮겨졌다. 훗날 무나카타의 다이묘(大名)가 된 무나카타 씨(宗像氏)에 의해 고려나 송(宋)과 교역이 이루어졌을 때 중요한 역할을 맡았던 것으로 보인다. 또한 오시마의 최승지에 자신의 개인적인 호신불로써 지니고 다니던 약사유리광여래(薬師瑠璃光如来)를 안치하기 위해 안창원(安昌院)을 세웠다. 그리고 가쇼 3년(1108년) 2월 4일에 77세의 나이로 사망하였다.
한편 아베노 무네토의 유배지에 대해서 이요에서 지쿠젠으로 옮겨졌다는 설도 지쿠젠 이전에 다자이후(大宰府)에 유배되어 있었다고 하는 설도 있다.

## 자녀
- 장남 - 아베노 무네요시(安倍宗良)
  - 무네요시는 오시마 타로(大島太郎)·아베노 곤노카미(安倍権頭)로써 오시마의 소료(統領)를 이었다. 그 자손인 아베노 요리토(安倍頼任)는 규슈의 검호(剣豪)로써 이름을 알렸으며, 다이묘 아키즈키씨(秋月氏) 가문에 출사하여 아베립검도(安倍立剣道)라는 검술유파를 열었다.
- 차남 - 아베노 나카토(安倍仲任)
  - 나카토는 사쓰마국(薩摩国)으로 보내졌다.
- 삼남 - 아베노 스에토(安倍季任)
  - 스에토는 히젠국(肥前国)의 마쓰라(松浦)로 보내져서 마쓰라 씨(松浦氏)의 사위가 되어 마쓰라노 사부로다이후 사네토(松浦三郎大夫実任)라 이름하였다. 그 자손은 북부 규슈의 수군(水軍) 마쓰라토(松浦党)를 구성하는 일족이 되었다고 한다.
- 장녀 - 후지와라노 모토히라(藤原基衡)의 아내(다만 의문도 있다)
  - 오슈 후지와라 씨 3대 당주 후지와라노 히데히라(藤原秀衡)의 어머니(이설도 있다).
- 막내 딸 - 사사키 스에사다(佐々木季定)의 아내
  - 사사키 스에요시(佐々木秀義)의 어머니. 헤이지의 난(平治合戦) 이후 본관지인 오미국(近江国) 가모 군(蒲生郡)의 사사키 장(佐々木庄)[5]에서 쫓겨난 스에요시가 외가쪽 연줄이 있는 오슈 후지와라 씨에 의지하려 북쪽으로 향하던 도중에 사가미국(相模国)의 무장 시부야 시게쿠니(渋谷重国)에게 그 무용이 눈에 들어 시게쿠니의 식객이 되었다고 한다.

## 자손
- 아베노 무네토의 셋째 아들 스에토는 히젠 마쓰라 일족과 인척관계가 되어 ｢마쓰라 사네토｣(松浦実任)라 칭하였다. 그 자손인 마쓰라 다카토시(松浦高俊)는 다이라노 기요모리(平清盛)의 측근으로 헤이케(平家) 수군으로써 활약하였고 때문에 지쇼-주에이의 난 이후 오늘날의 일본 야마구치현(山口県) 나가토시(長門市) 아부라야(油谷)로 유배되었다. 그 뒤 다카토시의 딸은 다이라노 도모모리(平知盛)의 셋째 아들 다이라노 도모타다(平知忠)에게 시집갔으나 겐지(源氏)의 박해를 피해 도모타다의 일족은 아내의 조부로써 마쓰라 씨를 칭하고 있던 스에토(사네토)의 혼세(本姓)인 「아베」를 사용하였다고 한다. 일본 자민당 중의원으로써 외무대신을 지냈던 아베 신타로(安倍晋太郎)와 그 아들로써 일본의 내각총리대신(内閣総理大臣)이 된 아베 신조(安倍晋三) 등을 배출한 야마구치 현의 아베 씨는 바로 이때 겐지의 박해를 피해 아내의 성씨를 칭했던 도모타다의 후손이라고 일컬어지고 있다.[1]

## 고사
일본 이와테 현 모리오카시(盛岡市) 출신의 일본 귀족원 의원으로 제18 ・ 22대 도쿄부지사(東京府知事)를 지냈던 아베 히로시(阿部浩)는 헤이케 이야기에 실려 있는 아베노 무네토와 매화의 고사를 빌어 아베 씨의 연고가 있는 모리오카 시 아베노타테 정(安倍館町)에 별저(別邸)를 짓고 고코모초(吾郷楳荘)라 이름하였다. 이는 「내 고향의 매화밭」이라는 뜻이다. 편액의 휘호는 이토 히로부미(伊藤博文)가 썼으며, 오늘날에는 모리오카 시 원경기념관(盛岡市原敬記念館)이 소장하고 있다.
또한 구리야가와 요새에서 괴멸된 아베 씨를 추모하는 의미에서 모리오카 시립 구리야가와 중학교(盛岡市立厨川中学校)는 매화를 학교의 문장으로 사용하고 있다.

## 같이 보기
- 『불타오르다』(炎立つ, NHK 대하드라마, 1993 - 1994년) - 배역 : 가와노 타로(川野太郎)